# SV Kerkrade in het seizoen 1954/55
Het seizoen 1954/1955 was het eerste en enige jaar in het bestaan van de Kerkraadse betaaldvoetbalclub Bleijerheide. De club kwam uit in de Eerste klasse C en eindigde daarin op de 13e plaats. De competitie werd echter niet afgemaakt na de fusie tussen de KNVB en NBVB. Na het afgebroken seizoen fuseerde de club met Bleijerheide tot Roda Sport.

## Wedstrijdstatistieken

### Eerste klasse C(afgebroken)
|       | BVV   | EBOH | Excelsior | Hermes DVS | Kerkrade | Limburgia | NAC   | PSV   | RBC   | Sittardia | VVV   | Willem II |
| ----- | ----- | ---- | --------- | ---------- | -------- | --------- | ----- | ----- | ----- | --------- | ----- | --------- |
| Thuis | 1 – 2 | –    | –         | 1 – 0      | 0 – 4    | –         | 2 – 4 | –     | –     | –         | 0 – 1 | –         |
| Uit   | –     | –    | 4 – 3     | –          | –        | –         | –     | 6 – 2 | 5 – 2 | –         | –     | 4 – 2     |

## Statistieken Kerkrade 1954/1955

### Eindstand Kerkrade in de Nederlandse Eerste klasse C 1954 / 1955 (afgebroken)
| Stand | Gespeeld | Gewonnen | Gelijk | Verloren | Punten | Doelpunten voor | Doelpunten tegen |
| ----- | -------- | -------- | ------ | -------- | ------ | --------------- | ---------------- |
| 13e   | 9        | 1        | 0      | 8        | 2      | 13              | 30               |

### Topscorers
| Competitie (afgebroken) \| # \| Naam \| \| \| ------ \| ---------------- \| -- \| \| 1. \| Bob Jongen \| 5 \| \| 2. \| Michel Esser \| 3 \| \| 3. \| Paul de Bie \| 2 \| \| 4. \| Piet Strolenberg \| 1 \| \| 4. \| Alex Vinken \| 1 \| \| 4. \| Jo Vondenhoff \| 1 \| \| Totaal \| Totaal \| 13 \| |                  |      |
| # | Naam             | Goal |
| 1. | Bob Jongen       | 5    |
| 2. | Michel Esser     | 3    |
| 3. | Paul de Bie      | 2    |
| 4. | Piet Strolenberg | 1    |
| 4. | Alex Vinken      | 1    |
| 4. | Jo Vondenhoff    | 1    |
| Totaal | Totaal           | 13   |